# XFree86
XFree86は、1991年よりオープンソースで開発されていたX Window Systemの実装である。名称は、AT&Tによるi386向けX Window Systemの実装であるX386の3 (Three) をFreeに置き換えた点から由来している。
PC向けに広く使われていた自由ソフトウェアであり、OSとしては、Linux、FreeBSD、NetBSD、OpenBSD、Solaris、Mac OS X、Windows NT、OS/2などを対象としている。CPUアーキテクチャとしては、当初i386系CPUだけがサポートされたが、後にPowerPCなどの他のCPUもサポートするようになっている。
現在、2009年5月を最後にコミットされておらず、2011年にはプロジェクトは休止したと確認された。

## X.Org Foundationの分離
XFree86のバージョン4.4からはライセンス条項が変わり、Apache Software Licenseの謝辞条項に極めて類似した、いわゆる宣伝条項付きBSDライセンスと似たものになったため、GPLをライセンスとしているソフトウェアを含むディストリビューションではライセンス間の矛盾により使用できなくなった。このライセンス形態の変更と以前からのXFree86の開発プロセスの閉鎖性に不満を持ったXFree86の中核メンバーがXFree86 Projectを離脱し、新たにX.Org Foundationを立ち上げた。